# Kirchberg vorm Wald
Kirchberg vorm Wald (bis 2001 Kirchberg) ist ein Gemeindeteil der Gemeinde Tiefenbach im niederbayerischen Landkreis Passau auf der Gemarkung Kirchberg.

## Geographie
Das Pfarrdorf im südlichen Passauer Abteiland liegt auf 432 m ü. NHN auf einer Erhebung zwischen Tälchenbach und Bodertinger Bach etwa fünf Kilometer nordwestlich von Tiefenbach.

## Geschichte
Kirchberg gehörte zum Landgericht Hals, einer bayerischen Enklave im Hochstift Passau. Jahrhundertelang bestand Kirchberg lediglich aus der Kirche, dem Gasthaus und dem Mesnerhaus. An dessen Stelle steht seit 1892 der jetzige Pfarrhof. Das Gasthaus ist als Kirchenwirt Zacher bis heute vorhanden. 1803 wurde das Landgericht Hals aufgelöst und Kirchberg gehörte mit der Gemeinde Gaishofen zum Landgericht Vilshofen. 1821 entstand anstelle der Gemeinde Gaishofen die Gemeinde Kirchberg. Bis 1972 gehörte diese zum ehemaligen Landkreis Vilshofen. Am 1. Juli 1972 wurde im Zuge der Gebietsreform in Bayern der südliche Teil der Gemeinde in die Stadt Passau eingegliedert, der größere Teil kam zu Tiefenbach. Am 13. Juli 2001 wurde der Name des Gemeindeteils durch Bescheid des Landratsamtes Passau von Kirchberg nach Kirchberg vorm Wald geändert.
In kirchlicher Hinsicht war Kirchberg ursprünglich eine Filiale von Otterskirchen. 1893 wurde es Expositur und 1901 Pfarrei. Eine Kirche wird erstmals 1419 erwähnt. Der Chor der Pfarrkirche St. Johannes der Täufer stammt aus der Zeit der Spätgotik. In der Mitte des 18. Jahrhunderts wurde das Langhaus verlängert. 1906 gestaltete Architekt Michael Kurz das Langhaus um und versetzte den Turm an die Südseite. Die Kirche enthält ein gotisches Sakramentshäuschen sowie gotische und barocke Figuren.
In Kirchberg befindet sich der katholische Kindergarten Hl. Johannes der Täufer. Die 1969 erbaute neue Volksschule Kirchberg wurde 2004 aufgelöst.
1888 ist das Gründungsjahr der Freiwilligen Feuerwehr Kirchberg. Am 30. Mai 1964 wurde der SV Kirchberg gegründet, seit 15. Januar 1967 besteht der DJK-SV. Weitere örtliche Vereine sind der Soldaten- und Kriegerbund Kirchberg v. W., Theatergruppe Kirchberg v. W., Blaskapelle Kirchberg v. W., Kindergartenförderverein Kirchberg v. W. e.V. und Pfeiferlclub Kirchberg v. W.

## Persönlichkeiten
- Alexander Anetsberger, der Landrat des Landkreises Eichstätt, wurde in Kirchberg vorm Wald geboren.